# 1972-es magyar tekebajnokság
Az 1972-es magyar tekebajnokság a harmincnegyedik magyar bajnokság volt. A bajnokságot november 25. és 26. között rendezték meg Budapesten, a BKV Előre pályáján.

## Eredmények
| Versenyszám  | Arany                            | Arany | Ezüst                     | Ezüst | Bronz                             | Bronz |
| ------------ | -------------------------------- | ----- | ------------------------- | ----- | --------------------------------- | ----- |
| Férfi egyéni | Rákos József BKV Előre           | 1888  | Kiricsi József BKV Előre  | 1854  | Sütő László Ferencvárosi TC       | 1853  |
| Női egyéni   | Fekete Antalné Kőbányai Porcelán | 887   | Tompa Györgyné Szegedi AK | 859   | dr. Szamosszegi Béláné Szegedi AK | 858   |